# P.J.コンロン
パトリック・ジョシュア・コンロン（Patrick Joshua Conlon, 1993年11月11日 - ）は、イギリス・北アイルランド・ベルファスト市フォールズ・ロード出身の元プロ野球選手（投手）。左投左打。

## 経歴
2015年のMLBドラフト13巡目（全体389位）でニューヨーク・メッツから指名され、6月18日に契約。契約後、傘下のA-級ブルックリン・サイクロンズでプロデビュー。17試合に登板し、0勝1敗、防御率0.00、25奪三振を記録した。
2016年はコロンビア・ファイヤーフライズで12試合に先発登板後、6月にA+級セントルーシー・メッツへ昇格。A+級セントルーシーでは12試合（先発11試合）に登板し、4勝1敗、防御率1.41、51奪三振を記録した。
2017年はAA級ビンガムトン・ランブルポニーズでプレーし、28試合（先発22試合）に登板して8勝9敗、防御率3.38、108奪三振を記録した。
2018年はAAA級ラスベガス・フィフティワンズで開幕を迎えた。5月6日にメッツとメジャー契約を結んで40人枠入りし、翌7日のシンシナティ・レッズ戦で先発起用されメジャーデビュー。アイルランド出身のメジャーリーガーはジョー・クリアリー以来73年ぶり2人目。3.2回を投げ4安打3失点2四球で降板し、翌日の5月8日にAAA級ラスベガスへ降格。5月27日にメジャーへ再昇格し、同日のアトランタ・ブレーブス戦で先発として登板したが、2回8安打4失点で降板し、またも結果を残せず、5月29日にAAA級ラスベガスへ降格し、翌30日にDFAとなった。6月2日にウェイバー公示を経てロサンゼルス・ドジャースへ移籍したが、登板機会のないまま6月6日にウェイバー公示を経てメッツへ復帰。7月9日にメジャーへ昇格し、10日のフィラデルフィア・フィリーズ戦では2回を3安打無失点3奪三振に抑えたが、7月13日にノア・シンダーガードが故障者リストから復帰したため、AAA級ラスベガスへ降格した。オフの11月2日に40人枠外となった。
2019年はメッツ傘下のマイナー球団で登板していたが、本人から退団の希望があり、メッツがこれに応じ、7月25日に退団したことが発表された。

## 詳細情報

### 年度別投手成績
| 年 度    | 球 団    | 登 板 | 先 発 | 完 投 | 完 封 | 無 四 球 | 勝 利 | 敗 戦 | セ 丨 ブ | ホ 丨 ル ド | 勝 率 | 打 者 | 投 球 回 | 被 安 打 | 被 本 塁 打 | 与 四 球 | 敬 遠 | 与 死 球 | 奪 三 振 | 暴 投 | ボ 丨 ク | 失 点 | 自 責 点 | 防 御 率 | W H I P |
| -------- | -------- | ----- | ----- | ----- | ----- | -------- | ----- | ----- | -------- | ----------- | ----- | ----- | -------- | -------- | ----------- | -------- | ----- | -------- | -------- | ----- | -------- | ----- | -------- | -------- | ------- |
| 2018     | NYM      | 3     | 2     | 0     | 0     | 0        | 0     | 0     | 0        | 0           | ----  | 38    | 7.2      | 15       | 2           | 2        | 0     | 0        | 5        | 0     | 0        | 7     | 7        | 8.22     | 2.22    |
| MLB：1年 | MLB：1年 | 3     | 2     | 0     | 0     | 0        | 0     | 0     | 0        | 0           | ----  | 38    | 7.2      | 15       | 2           | 2        | 0     | 0        | 5        | 0     | 0        | 7     | 7        | 8.22     | 2.22    |

- 2018年度シーズン終了時

### 背番号
- 60（2018年）